# Principato di Trabia
Il Principato di Trabia fu uno stato feudale esistito in Sicilia tra gli inizi del XVII secolo e gli inizi del XIX secolo, che corrispondeva al territorio dell'odierno comune di Trabia, in provincia di Palermo.

## Storia
Terra baronale della Val di Mazara, fu per la prima volta infeudata nel 1375 da Lombardo del Campo, su concessione fattagli dal re Federico III di Sicilia Questi la cedette all'Università della città demaniale di Termini, la quale poi la dette in feudo ad un Antonio Salamone. Trabia, priva di popolazione e di villaggio, ma ricca di acque e dotato di torre, fondaco, due mulini e una tonnara, nel 1444 fu concessa in enfiteusi a Leonardo di Bartolomeo, protonotaro e presidente del Regno di Sicilia, che la riscattò l'anno seguente dal re Alfonso V d'Aragona, e la cui figlia, Aloisia, nel 1498 sposò il giureconsulto catanese Blasco Lanza.
Blasco Lanza (1466-1535), investito dal re Ferdinando II d'Aragona del titolo di barone di Trabia il 14 novembre 1509, reso esecutivo dall'11 giugno 1510, che divenne feudo nobile, vi fece edificare il castello. Gli succedette il figlio Cesare († 1593), conte di Mussomeli dal 1549, il cui figlio primogenito, Ottavio Lanza de Centelles († 1617), vicario generale e capitano d'armi del Regno di Sicilia, fu investito del titolo di I principe di Trabia dal re Filippo III di Spagna con privilegio dato il 22 luglio 1601, esecutoriato il 13 novembre dell'anno medesimo. Ad Ottavio si deve la fondazione della borgata di Trabia, e il suo popolamento.
I Lanza ebbero il possesso del Principato di Trabia fino all'abolizione del feudalesimo avvenuta nel Regno di Sicilia nel 1812, a seguito della promulgazione della Costituzione siciliana concessa dal re Ferdinando III di Borbone. Ultimo principe-feudatario fu Giuseppe Lanza Branciforte (1780-1855), il quale ebbe il seggio ereditario alla Camera dei pari del Regno di Sicilia come Principe di Trabia, nel 1812-16.
Il titolo di Principe di Trabia, insieme agli altri titoli sussidiari - compresi quelli pervenuti dai Branciforte, come Principe di Butera - venne riconosciuto dal Regno d'Italia con decreto ministeriale del 5 maggio 1899 a Pietro Lanza Branciforte Galeotti, XI principe di Trabia.

## Cronotassi dei Principi di Trabia

### Epoca feudale
- Ottavio Lanza de Centelles (1601-1617)
- Ottavio Lanza Barrese (1617-1675)
- Ottavio Lanza Moncada (1677-1719)
- Ignazio Lanza Reggio (1720-1753)
- Giuseppe Lanza Lanza (1753-1783)
- Ignazio Lanza Stella (1784)
- Pietro Lanza Stella (1784-1811)
- Giuseppe Lanza Branciforte (1811-1812)

### Epoca post-feudale

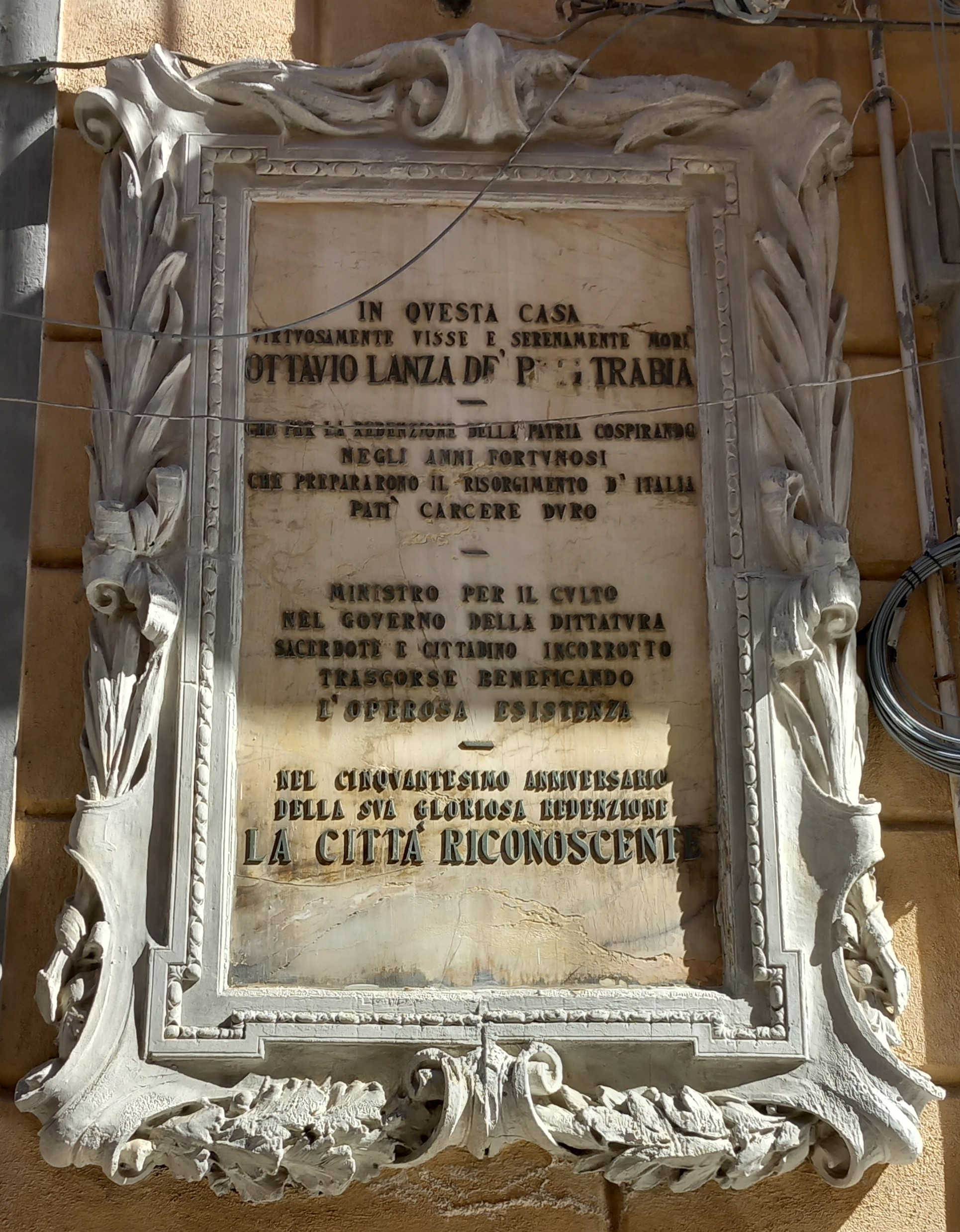
Targa commemorativa di Ottavio Lanza Trabia a Palermo

- Giuseppe Lanza Branciforte (1812-1855)
- Pietro Emanuele Lanza Branciforte (1807-1855)
- Giuseppe Lanza Branciforte Spinelli (1855-1868)
- Pietro Lanza Branciforte Galeotti (1868-1929)
- Ottavio Lanza Branciforte Galeotti (1929-1938)
- Francesco Giuseppe Lanza Branciforte Fardella (1938-1954)
- Manfredi Lanza Branciforte de Luca (1954-1995)
- Pietro Lanza Branciforte de Luca (1995-oggi)